# Брадикардия
Брадикардия (от греч. βραδυ — медленный и καρδιά — сердце) — замедление частоты сердечных сокращений до менее чем 60 ударов в минуту у взрослых, не являющихся тренированными атлетами, или менее чем 100—60 у детей и подростков в зависимости от возраста. В популяционных исследованиях обычно используется пороговое значение в 59 ударов в минуту. Брадикардия может возникнуть в результате патологии в синусовом узле, атриовентрикулярной узловой ткани или в проводящей системе Гиса — Пуркинье. Изменения в ритме сердцебиения схожи с некоторыми непатологическими изменениями, как например, у атлетов или в процессе естественного старения, поэтому значимую роль играет оценка симптомов. Брадикардия является распространённым типом аритмии и частой причиной консультаций с кардиологами.
Низкий пульс может быть у хорошо тренированных спортсменов и отдельных молодых здоровых людей (например, велогонщик Мигель Индурайн имел пульс в покое 28 ударов/мин) Это является нормальным явлением при отсутствии других патологических симптомов, таких как усталость, слабость, головокружение, обмороки, дискомфорт в грудной клетке или затрудненное дыхание.  
Незначительные нарушения ритма сердца могут и не вызывать каких-то субъективных ощущений у человека. Если же наблюдается значительное урежение пульса (менее 40 ударов в минуту), то человек может жаловаться на слабость, головокружение, холодный пот, обмороки вследствие гипоксии мозга (кислородного голодания), так как не происходит адекватного кровоснабжения. В любом случае будет полезно провести обследование у врача-кардиолога.

## Классификация

### Синусовая брадикардия
Под синусовой брадикардией понимают такое изменение сердечного ритма, при котором происходит уменьшение частоты сердечных сокращений до менее чем 60 ударов в минуту, обусловленное понижением функции синусового узла. Разновидность нарушений синусового ритма, который контролируется синусовым узлом (это так называемый водитель ритма первого порядка). Он располагается в устье верхней и нижней полых вен, то есть в месте впадения их в правое предсердие.
Причины данного состояния разнообразны:
- склеротические изменения в миокарде, затрагивающие синусовый узел;
- воздействие холода;
- повышение тонуса парасимпатической нервной системы;
- повышение внутричерепного давления (при отёке мозга, опухоли, менингите, кровоизлиянии в мозг);
- влияние лекарственных препаратов (дигиталис, хинидин, бисопролол);
- отравление свинцом, никотином;
- гипотиреоз (снижение функции щитовидной железы);
- голодание, брюшной тиф, желтуха и др.

#### ЭКГ-признаки
Выявить данный вид аритмии можно не только по клинической картине, но и на электрокардиограмме.
1. Уменьшение частоты сердечных сокращений до 59—40 в мин.
2. Сохранение правильного синусового ритма.
3. Положительный зубец P в отведениях I, II, aVF, V4-V6.

Для синусовой брадикардии экстракардиального происхождения, развившейся вследствие ваготонии, характерно увеличение ЧСС при физической нагрузке и введении атропина и частое сочетание с синусовой дыхательной аритмией. При органической синусовой брадикардии (интракардиальная форма) дыхательная аритмия отсутствует, после введения атропина ритм не учащается, а при физической нагрузке ЧСС увеличивается незначительно.

## Опасность для организма
Если снижение частоты сердечных сокращений незначительное, то прямой опасности для жизни человека это не представляет. Но зато такие изменения могут служить первым сигналом о начале какого-то патологического процесса в организме со стороны других органов и систем (например, изменение функции щитовидной железы). Если же нарушение синусового ритма выражено значительно, то очень опасными становятся обморочные состояния, так как в эти периоды возрастает риск внезапной остановки сердца. При тяжёлых формах заболевания, угрожающих жизни, рекомендуется установить кардиостимулятор.

## Причины возникновения
Причины возникновения патологической брадикардии можно условно разделить на несколько групп: 
- связанные с сердечно-сосудистыми патологиями,

- болезни щитовидной железы,

- некоторые инфекционные заболевания,
- приём лекарственных препаратов.

Так же встречается физиологическая брадикардия. Проявляется у спортсменов, которые привыкли к регулярным и интенсивным физическим нагрузкам, у подростков в период максимального роста и гормональных перестроек, а также у пожилых людей.

### Распространённые причины брадикардии
- синдром слабости синусового узла (СССУ)
- ишемическая болезнь сердца
- стенокардия (грудная жаба)
- сердечная недостаточность
- инфаркт миокарда
- кардиомиопатия
- миокардит
- приобретённые пороки сердца
- острое пищевое отравление
- гипотиреоз
- сахарный диабет
- инфекционные заболевания — дифтерия, токсоплазмоз, болезнь Лайма;
- системные заболевания соединительной ткани — системная красная волчанка, склеродермия, ревматическая лихорадка;
- болезнь Меньера
- повышенное внутричерепное давление
- травмы головного мозга;
- гиперкальциемия
- отравление фосфорорганическими соединениями (их применяют для борьбы с домашними насекомыми и вредителями растений).

У пациентов, принимающие лекарственные препараты из группы бета-блокаторов, антагонистов калия, антиаритмических средства, часто подвержены брадикардии. Это состояние обычно не опасно, но игнорировать его всё же не стоит — лучше проконсультироваться с врачом. Возможно, он скорректирует дозировку лекарства или заменит его на другое.

## Симптомы
- паузы в работе сердца;
- одышка и слабость при умеренных физических нагрузках
- артериальная гипотензия
- эпизоды потери сознания
- эпизоды преходящего головокружения
- частое беспричинное ощущение усталости, повышенная утомляемость и сонливость
- редкий пульс (менее 50 в покое, если только человек не хорошо тренирован физически)

Симптомы могут быть выражены в разной степени, от минимальной до выраженной, но обычно регистрируются лишь некоторые из них. 
Вышеперечисленные симптомы (кроме факта самой брадикардии), также могут встречаться при многих других заболеваниях. Симптоматика брадикардии часто расцениваются пациентами как признаки старения или усталости.